# Solanum complectens
Solanum complectens är en potatisväxtart som beskrevs av Michael Nee och G.J.Anderson. Solanum complectens ingår i släktet skattor som ingår i familjen potatisväxter. Inga underarter finns listade i Catalogue of Life.